# Pantofelki
Pantofelki (Paramecium) – rodzaj „protistów zwierzęcych” (Pierwotniaki) należące do typu orzęsków (Ciliata) z podgromady równorzęsych.
Protisty należące do tego rodzaju mają kształt wydłużony, cygarowaty, owalny lub pantofelkowaty. Osiągają rozmiar od 120 μm do 350 μm. Ciało z zewnątrz pokryte jest rzędami rzęsek oraz wyposażone w tzw. trichocysty. Rzęski pokrywające ciało służą do poruszania się i zdobywania pokarmu. Ciało otacza żywa osłona zwana pellikulą.
Systematyka tego rodzaju zmienia się w dalszym ciągu. Status części gatunków jest niepewny. Do rodzaju tego należą następujące gatunki pantofelków:
- Paramecium aurelia
- Paramecium biaurelia
- Paramecium bursaria
- Paramecium calkinsi (Woodruff, 1921)
- Pantofelek (Paramecium caudatum)
- Paramecium decaurelia
- Paramecium dodecaurelia
- Paramecium duboscqui
- Paramecium jenningsi
- Paramecium multimicronucleatum
- Paramecium nephridiatum
- Paramecium novaurelia
- Paramecium octaurelia
- Paramecium pentaurelia
- Paramecium polycarum
- Paramecium polycaryum
- Paramecium primaurelia
- Paramecium putrinum
- Paramecium quadecaurelia
- Paramecium schewiakoffi
- Paramecium septaurelia
- Paramecium sexaurelia
- Paramecium sonneborni
- Paramecium tetraurelia
- Paramecium tredecaurelia
- Paramecium triaurelia
- Paramecium undecaurelia
- Paramecium woodruffi